# 담양 오례리 신촌 지석묘군
담양 오례리 신촌 지석묘군은 전라남도 담양군 무정면 오례리에 있다. 2004년 1월 6일 담양군의 향토문화유산 제7호로 지정되었다.

## 개요
2004년 1월 6일 담양군향토유형문화유산 제7호로 지정되었다. 전라남도 담양군 무정면 오례리와 곡성군 오산면의 경계지점인 국도 29번 도로변에 7개의 고인돌이 분포하고 있다. 고인돌군 맞은편으로는 호남고속도로가 동서 방향으로 지나간다.도로변 밭에 있는 1호 고인돌은 장방형 덮개돌에 3개의 받침돌이 받치고 있는 전형적인 기반식 고인돌로, 덮개돌의 크기는 장축 200cm, 단축 165cm, 두께 45cm이다. 장축(長軸)은 남-북 방향으로 놓여 있다.